# أم الحجارة (دار خوين)
أم الحجارة (بالفارسية: ام‌الحجار) هي منطقة سكنية تقع في إيران في قسم دار خوين الريفي. يقدر عدد سكانها بـ 786 نسمة بحسب إحصاء 2016.